# (3540) Protésilas
(3540) Protésilas, désignation internationale (3540) Protesilaos, est un astéroïde troyen jovien.

## Description
(3540) Protésilas est un astéroïde troyen jovien, camp grec, c'est-à-dire situé au point de Lagrange L4 du système Soleil-Jupiter. Il présente une orbite caractérisée par un demi-grand axe de 5,270 UA, une excentricité de 0,118 et une inclinaison de 23,3° par rapport à l'écliptique.
Il est nommé en référence au personnage de la mythologie grecque Protésilas, acteur du conflit légendaire de la guerre de Troie.

## Compléments